# Курас, Иван Фёдорович
Иван Фёдорович Курас (3 октября 1939, Немировское — 16 октября 2005, Киев) — советский и украинский учёный-политолог, общественный и политический деятель. Доктор исторических наук (1980). Академик (с 14 апреля 1995 года) и вице-президент НАН Украины, основатель Института политических и этнонациональных исследований НАН Украины.

## Биография
Родился 3 октября 1939 года в селе Немировском Балтского района Одесской области. Учился в Немировской семилетней и Перелетской средней школах, затем на историческом факультете Одесского государственного университета имени. И. Мечникова, который окончил с отличием в 1962 году. Вступил в КПСС.
После университета работал научным сотрудником Кировоградского партархива, одновременно преподавая в Кировоградском филиале Харьковского политехнического института. В 1964 году поступил в аспирантуру Киевского государственного университета, подготовил и защитил диссертацию на соискание учёной степени кандидата исторических наук по теме « Большевики во главе национально-освободительного движения трудящихся Украины в период подготовки и проведения Великой Октябрьской социалистической революции. март-декабрь 1917 г.». До 1970 года преподавал в Киевском университете.
В 1970-1972 годах — старший научный сотрудник, учёный секретарь Института истории партии при ЦК Коммунистической партии Украины — филиала Института марксизма-ленинизма при ЦК КПСС, в 1972-1983 годах — инструктор, консультант, заведующий сектором отделения науки и учебных заведений ЦК КПУ, в 1983-1991 годах — заместитель директора Института политических исследований при ЦК КПУ. С декабря 1991 года — директор Института национальных отношений и политологии НАН Украины (с 1996 — Институт политических и этнонациональных исследований НАН Украины).
В 1980 году защитил диссертацию на соискание учёной степени доктора исторических наук по теме « Торжество ленинских идей пролетарского интернационализма и крах мелкобуржуазных националистических партий на Украине» (специальность 07.00.01 — история КПСС).
В 1988-1993 годах — академик-секретарь Отделения истории, философии и права НАН Украины, член Президиума НАН Украины. В 1998-2005 годах — вице-президент НАН Украины. В 1994-1997 годах — вице-премьер-министр Украины по вопросам гуманитарной политики. В 1994-1996 годах был членом Конституционной комиссии от Президента Украины. Возглавлял государственные комиссии по делам депортированных народов Крыма; по делам депортированных немцев; по делам несовершеннолетних; по вопросам координации, приема, транспортировки, охраны и распределения гуманитарной помощи, поступающей из зарубежных стран, при КМ Украины; реформирования высшего образования на Украине; реорганизации в отрасли науки. В 1994-2002 годах — член Комиссии по государственным наградам при Президенте Украины. В 1997 году был председателем Совета по вопросам языковой политики при Президенте Украины, в 1997-1998 годах — Совета по вопросам сохранения национального культурного наследия. С октября 2000 года, по постановлению Правительства, председатель наблюдательного совета Национальной акционерной компании «Недра Украины», с 2003 года — председатель наблюдательного совета Киевского национального медицинского университета, секретарь Политического совета при Президенте Украины.
С мая 2002 по октябрь 2005 — Народный депутат Украины 4-го созыва, избранный по спискам Избирательного блока политических партий «За единую Украину!». С 20 июня 2002 по 18 января 2005 года — во фракции Партии регионов. Возглавлял подкомитет межпарламентским связям Комитета ВР Украины по иностранным делам. Возглавлял рабочую группу по разработке Концепции реформирования политической системы Украины.
Жил в Киеве. Умер 16 октября 2005 года. Похоронен в Киеве на Байковом кладбище (участок № 52а).

## Награды
Заслуженный деятель науки и техники Украины (с 1998 года), лауреат Государственной премии Украины в области науки и техники (1999 год).
Награждён орденом Дружбы народов, большим крестом ордена «За заслуги перед Итальянской Республикой» (1996; Италия), офицерским крестом ордена Великого князя Литовского Гядиминаса  (1998; Литва), орденом князя Ярослава Мудрого 5-й (1999) и 4-й (2003) степеней.

## Память
С 2005 года Институт политических и этнонациональных исследований НАН Украины решением Президиума НАН Украины носит имя Ивана Кураса. С того же самого года начаты ежегодные Курасовские чтения.